# Ouratea rinconensis
Ouratea rinconensis är en tvåhjärtbladig växtart som beskrevs av C. Whitefoord. Ouratea rinconensis ingår i släktet Ouratea och familjen Ochnaceae. Inga underarter finns listade i Catalogue of Life.